# Antonio Scaduto
Antonio Scaduto (ur. 1 grudnia 1977 w Padwie) – włoski kajakarz, brązowy medalista olimpijski, brązowy medalista mistrzostw świata.
Brązowy medalista igrzysk olimpijskich w Pekinie w 2008 roku w konkurencji K-2 (razem z Andreą Facchin) na 1000 m i zdobywca dziewiątego miejsca na 500 m. Startował również podczas igrzysk w Sydney w 2000 roku, bez sukcesów. Jest brązowym medalistą mistrzostw świata w konkurencji kajaków w K-4 z 2005 roku.
Odznaczony w 2008 roku Orderem Zasługi Republiki Włoskiej.